# Donje Prekrižje
Donje Prekrižje is een plaats in de gemeente Krašić in de Kroatische provincie Zagreb. De plaats telt 63 inwoners (2001).